# هی شایر
هی شایر (به انگلیسی: Hay Shire) یک منطقهٔ مسکونی در استرالیا است که در نیو ساوت ولز واقع شده‌است.